# Saint-Médard (Moselle)

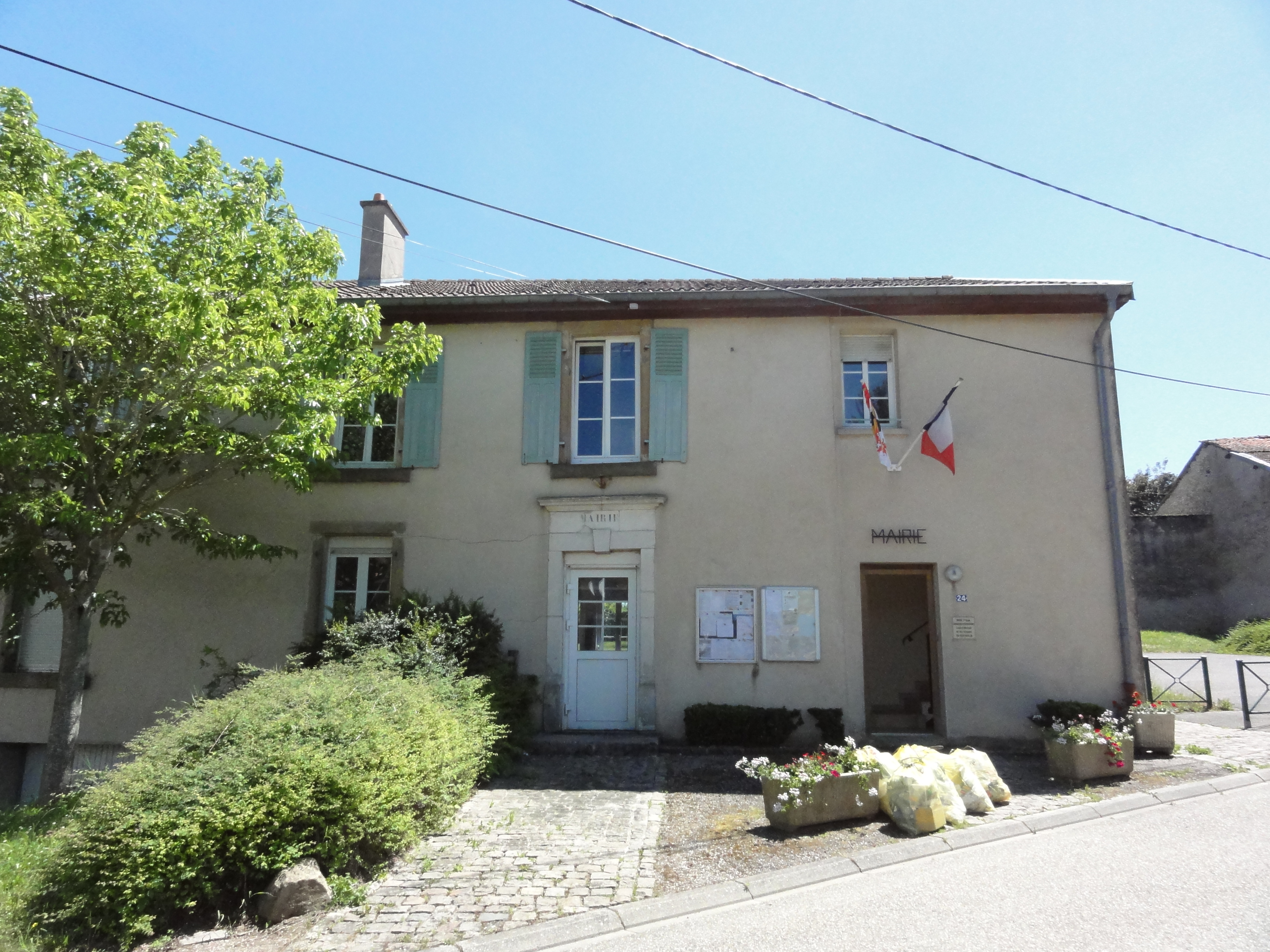
Rathaus (Mairie)

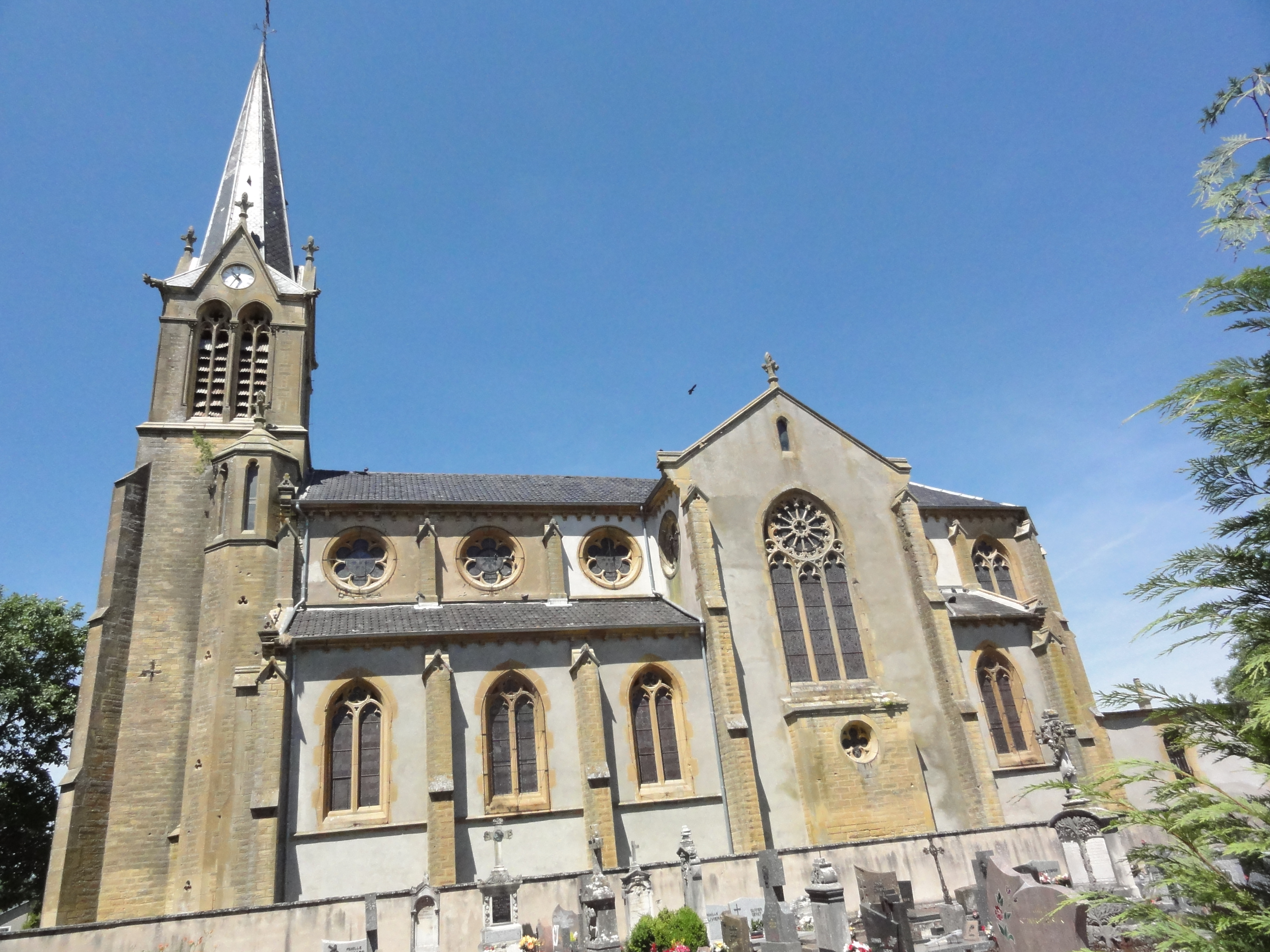
Kirche St. Médard

Saint-Médard (deutsch Sankt Medard) ist eine französische Gemeinde mit 106 Einwohnern (Stand 1. Januar 2022) im Département Moselle in der Region Grand Est (bis 2015 Lothringen). Sie gehört zum Arrondissement Sarrebourg-Château-Salins.

## Geographie
Saint-Médard liegt im Regionalen Naturpark Lothringen, 62 Kilometer südöstlich von Metz, 14 Kilometer östlich von Château-Salins und 6 Kilometer westlich von Dieuze (Duß), zwischen Château-Salins und dem Linderweiher (Étang de Lindre) auf einer südlichen Bergabdachung, auf einer Höhe zwischen 199 und 333 Meter über dem Meeresspiegel. Im Süden reicht das Gemeindegebiet bis an die Seille. Auf der Gemarkung der Gemeinde liegt südlich der Weiler Bathelémont (1915–1919 Bettenberg). Das Gemeindegebiet umfasst 9,89 Quadratkilometer.

## Geschichte
Die Ortschaft gehörte früher zum Herzogtum Lothringen; im Jahr 1258 erhielt das Kloster Vergaville (Widersdorf) hier Güter von dem Ritter Ottinus von Marsal (Ottinus miles de Marsal).
Das goldene Dreieck auf blauem Grund im Gemeindewappen war das Symbol der früheren herrschaftlichen Familie Gauvain; die Tauben sind das Attribut des Heiligen Medardus, des Schutzpatrons und Namensgebers der Gemeinde.
Bis in das 16. Jahrhundert hinein sprach die Dorfbevölkerung von St. Médard Deutsch beziehungsweise Lothringer Platt. Es ist sogar ein deutschsprachiges Grundbuch von 1524 erhalten.
Durch den Frankfurter Frieden vom 10. Mai 1871 kam die Region an Deutschland und das Dorf wurde dem Kreis Château-Salins im Bezirk Lothringen des Reichslandes Elsaß-Lothringen zugeordnet. Die Dorfbewohner betrieben Getreide-, Wein-, Obst- und Hopfenanbau.
Nach dem Ersten Weltkrieg musste die Region aufgrund der Bestimmungen des Versailler Vertrags 1919 an Frankreich abgetreten werden. Im Zweiten Weltkrieg war die Region von der deutschen Wehrmacht besetzt und stand unter deutscher Verwaltung.

### Bevölkerungsentwicklung
| Jahr      | 1962 | 1968 | 1975 | 1982 | 1990 | 1999 | 2007 | 2019 |
| Einwohner | 140  | 121  | 114  | 105  | 109  | 113  | 100  | 109  |

## Belege
1. ↑  DDZ: Meßtischblatt 3591 : Château – Salins, 1917. 1917, abgerufen am 21. August 2023.
2. 1 2  Eugen H. Th. Huhn: Deutsch-Lothringen. Landes-, Volks- und Ortskunde, Stuttgart 1875, S. 512  (google.books.com).
3. 1 2  H. Witte: Das deutsche Sprachgebiet Lothringens und seine Wandlungen. Verlag von J. Engelhorn, Stuttgart 1894, S. 452.
4. ↑  Wappenbeschreibung auf genealogie-lorraine.fr